# Dasenahalli, Arsikere
Dasenahalli là một làng thuộc tehsil Arsikere, huyện Hassan, bang Karnataka, Ấn Độ.